# Bořek Grossmann
Bořek Grossmann (* 24. června 1963) je bývalý český fotbalista.

## Fotbalová kariéra
V československé lize hrál za Spartak Hradec Králové. Nastoupil v 1 ligovém utkání.

## Ligová bilance
| Ročník                                   | Zápasy | Góly | Klub                   |
| ---------------------------------------- | ------ | ---- | ---------------------- |
| Česká národní fotbalová liga 1981/82     | 4      | 0    | Spartak Hradec Králové |
| 1. československá fotbalová liga 1987/88 | 1      | 0    | Spartak Hradec Králové |
| CELKEM                                   | 1      | 0    |                        |